# Graeme Simsion

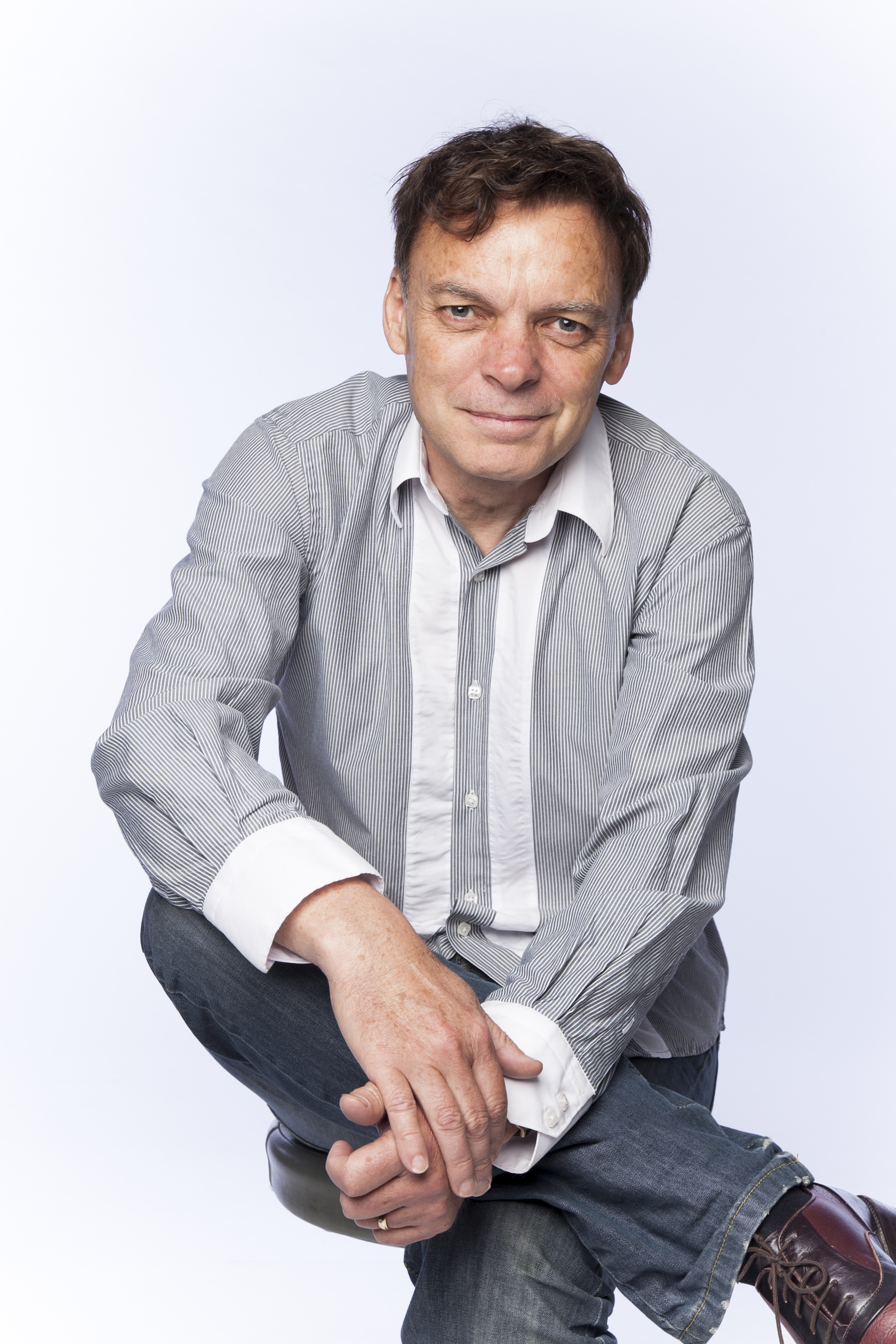
Graeme Simsion (2012)

Graeme C. Simsion (* 1956 in Auckland, Neuseeland) ist ein australischer Autor.

## Werdegang
Simsion war ursprünglich IT-Spezialist und arbeitete auf dem Gebiet der Datenmodellierung. Er schreibt Romane, Theaterstücke und Kurzgeschichten.
Sein Debütroman The Rosie Project (2013; dt. Das Rosie-Projekt, 2015) wurde ein internationaler Bestseller. In dem Buch geht es um einen Mann mit Asperger-Syndrom und seine Probleme bei der Eroberung seiner großen Liebe Rosie. Für das Werk wurde er 2012 mit dem Victorian Premier’s Unpublished Manuscript Award ausgezeichnet. Im Herbst 2014 veröffentlichte er mit The Rosie Effect (dt. Der Rosie-Effekt, 2016) das Nachfolgewerk zu seinem Debütroman. Simsions dritter Roman, The Best of Adam Sharp (2016; dt. Der Mann, der zu träumen wagte, 2017), handelt von der Wiederbelebung einer alten Beziehung. Seinen vierten Roman, Two Steps Forward (2017; dt. Zum Glück gibt es Umwege, 2019), schrieb er zusammen mit seiner Frau Anne Buist. Darin geht es um eine Witwe und einen geschiedenen Mann, die auf einem Pilgerweg zueinander finden.
2019 erschien der dritte Teil der Rosie-Trilogie, The Rosie Result (dt. Das Rosie-Resultat, 2020).
Simsion ist verheiratet und hat zwei Kinder.

## Werke
- The Rosie Project. Text Publishing, Melbourne 2013, ISBN 978-1-922079-77-0.
  - deutsche Übersetzung: Das Rosie-Projekt, dt. von Annette Hahn, Fischer Taschenbuch, Frankfurt a. M. 2015, ISBN 978-3-596-52083-1. (DE: Platin (Hörbuch-Award))[3]
- The Rosie Effect. Text Publishing, Melbourne 2014, ISBN 978-1-922182-10-4.
  - deutsche Übersetzung: Der Rosie-Effekt, dt. von Annette Hahn, Fischer Taschenbuch, Frankfurt a. M. 2016, ISBN 978-3-596-52118-0.
- The Best of Adam Sharp. Text Publishing, Melbourne 2016, ISBN 978-1-925355-37-6.
  - deutsche Übersetzung: Der Mann, der zu träumen wagte, dt. von Annette Hahn, Fischer Krüger, Frankfurt a. M. 2017, ISBN 978-3-8105-3031-8.
- Two Steps Forward, gemeinsam mit Anne Buist. Text Publishing, Melbourne 2017, ISBN 978-1-925498-77-6.
  - deutsche Übersetzung: Zum Glück gibt es Umwege, dt. von Annette Hahn, Fischer Krüger, Frankfurt a. M. 2019, ISBN 978-3-8105-3052-3.
- The Rosie Result. Text Publishing, Melbourne 2019, ISBN 978-1-925774-28-3.
  - deutsche Übersetzung: Das Rosie-Resultat, dt. von Annette Hahn, Fischer Krüger, Frankfurt a. M. 2020, ISBN 978-3-8105-3066-0.